# توماس موتیکا
توماس موتیکا (انگلیسی: Tomasz Motyka؛ زادهٔ ۸ مهٔ ۱۹۸۱) شمشیرباز اهل لهستان است.